# Bølgen (film)
 For alternative betydninger, se Bølgen. (Se også artikler, som begynder med Bølgen)
Bølgen (originaltitel: Die Welle) er en tysk thrillerfilm fra 2008 instrueret af Dennis Gansel. Filmen er løst baseret på den amerikanske lærer Ron Jones' sociale eksperiment Den tredje bølge i 1967, der skulle forklare facismens opståen. Filmen inddrager også inspiration fra Todd Strassers roman The Wave fra 1981.
Bølgen havde premiere i Tyskland den 18. marts 2008 og blev en kæmpe succes idet den blev set af 2,3 millioner mennesker i de første ti uger efter udgivelsen. Filmen blev også nomineret til en række priser, blandt andet ved dette års European Film Awards.

## Handling
Gymnasielæreren Rainer Wegner skal undervise sine elever om mekanismerne bag nazismen og andre totalitære kræfter. For at gøre undervisningen mere spændende og vedkommende begynder han et socialt eksperiment, hvor eleverne deltager uden at vide det. Men snart forvandles forsøget til en ukontrollerbar bevægelse, og pludselig tager volden overhånd.

## Medvirkende (i udvalg)
- Jürgen Vogel som Rainer Wegner
- Christiane Paul som Anke Wegner
- Frederick Lau som Tim Stoltefuss
- Alexander Held som Tims far
- Johanna Gastdorf som Tims mor
- Max Riemelt som Marco
- Jennifer Ulrich som Karo
- Jacob Matschenz som Dennis
- Elyas M’Barek som Sinan
- Maximilian Mauff som Kevin
- Tim Oliver Schultz som Jens
- Tino Mewes som Schädel
- Liv Lisa Fries som Laura
- Maren Kroymann som Dr. Kohlhage